# Aruna Vasudev

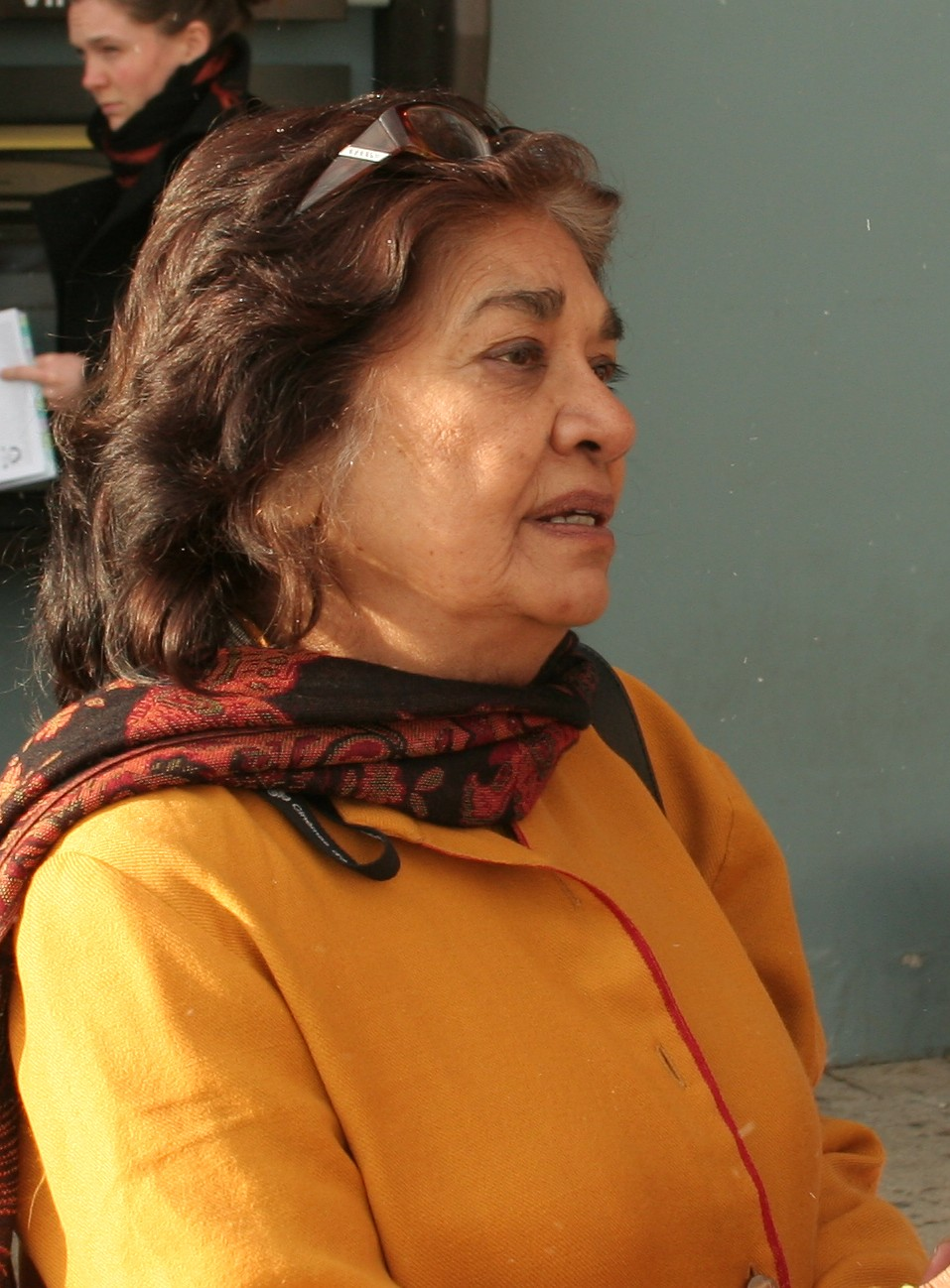
Aruna Vasudev, 2010

Aruna Vasudev (Hindi: अरुणा वासुदेव, Aruṇā Vāsudev, * 1. November 1936; † 5. September 2024 in Neu-Delhi) war eine indische Filmkritikerin, Autorin, Herausgeberin und Festivalorganisatorin.

## Leben
Vasudev arbeitete Ende der 1950er Jahre als Hilfskraft in der Maske des indischen Fernsehens Doordarshan. Sie besuchte in den 1960er Jahren Filmkurse in New York – wohin ihr Vater zur UN versetzt wurde – und Paris und schuf nach ihrer Rückkehr nach Indien einige Kurzdokumentarfilme.
1988 gründete sie die vierteljährliche Filmzeitschrift „Cinemaya“, die sich konzentriert mit dem asiatischen Film befasst und deren Herausgeberin sie war. Ab 1990 stand sie als Präsidentin dem Network for the Promotion of Asian Cinema (NETPAC) vor, das auf zahlreichen internationalen Filmfestivals NETPAC-Preise verleiht. Vasudev war Jurymitglied auf mehreren Filmfestivals, darunter in Cannes, Locarno, Thessaloniki, Singapore, Fajr, Karlovy Vary (1997), Istanbul und Hawaii. Zur Beförderung des asiatischen Films initiierte sie 1999 das jährliche Filmfestival Osian’s Cinefan und war dessen Direktorin. Sie war Autorin von Essays und zweier Bücher über den indischen Film sowie Herausgeberin vieler weiterer Bücher über Film und Fernsehen. Aruna Vasudev war einer der Kuratoren („Trustee“) des Public Service Broadcasting Trust in Indien.
Für ihre Arbeit wurde sie mit nationalen und internationalen kulturellen staatlichen Auszeichnungen bedacht, so dem französischen Chevalier des Arts et des Lettres (2002) und dem italienischen Stern der Solidarität (2004). 2006 erhielt sie den Lifetime Achievement Award des Cinemanila Film Festival im philippinischen Manila.
Vasudev war mit dem Diplomaten Sunil Roy Chowdhury verheiratet; ihre Tochter ehelichte Varun Gandhi im März 2011.